# Bauke Mollema
Bauke Mollema (ur. 26 listopada 1986 w Groningen) – holenderski kolarz szosowy.
Największym sukcesem kolarza jest zwycięstwo w wyścigu Clásica de San Sebastián 2016, Giro di Lombardia 2019 oraz kilka wygranych etapów w wyścigach należących do World Tour. Trzeci kolarz klasyfikacji generalnej Tour de Pologne 2010.

## Najważniejsze osiągnięcia
2006
- 1. miejsce na 2. etapie Vuelta Ciclista a León

2007
- 1. miejsce w Circuito Montañés
  - 1. miejsce na 6. etapie
- 1. miejsce w Tour de l’Avenir

2008
- 6. miejsce w Vuelta a Castilla y León
- 7. miejsce w Deutschland Tour

2010
- 12. miejsce w Giro d’Italia
- 3. miejsce w Tour de Pologne
  - 1. miejsce na 6. etapie

2011
- 9. miejsce w Paryż-Nicea
- 2. miejsce w Vuelta a Castilla y León
- 5. miejsce w Tour de Suisse
- 3. miejsce w Vuelta a España
  -  1. miejsce w klasyfikacji punktowej
- 2. miejsce w Giro dell’Emilia

2012
- 3. miejsce w wyścigu Vuelta al País Vasco
- 5. miejsce w Clásica de San Sebastián
- 6. miejsce w Liège-Bastogne-Liège
- 7. miejsce w Giro di Lombardia

2013
- 1. miejsce na 17. etapie Vuelta a España
- 2. miejsce w Vuelta a Murcia
- 3. miejsce w Vuelta a Andalucía
- 10. miejsce w Amstel Gold Race
- 9. miejsce w La Flèche Wallonne
- 2. miejsce w Tour de Suisse
  - 1. miejsce na 2. etapie
- 6. miejsce w Tour de France
- 9. miejsce w Clásica de San Sebastián

2014
- 7. miejsce w Amstel Gold Race
- 4. miejsce w La Flèche Wallonne
- 3. miejsce w Tour of Norway
  - 1. miejsce na 4. etapie
- 3. miejsce w Tour de Suisse
- 2. miejsce w Clásica de San Sebastián
- 10. miejsce w Grand Prix Cycliste de Québec

2015
- 2. miejsce w Vuelta a Murcia
- 7. miejsce w Tour de France
- 6. miejsce w Clásica de San Sebastián
- 6. miejsce w Grand Prix Cycliste de Québec
- 1. miejsce w Japan Cup

2016
- 3. miejsce w Vuelta a Andalucía
- 9. miejsce w Tirreno-Adriático
- 9. miejsce w Liège-Bastogne-Liège
- 9. miejsce w Tour de Romandie
- 1. miejsce w Clásica de San Sebastián

2017
- 7. miejsce w Giro d’Italia
- 1. miejsce na 15. etapie Tour de France
- 3. miejsce w Clásica de San Sebastián

2018
- 2. miejsce w Settimana Internazionale di Coppi e Bartali
  - 1. miejsce na 2. etapie
- 2. miejsce w Clásica de San Sebastián
- 1. miejsce w Gran Premio Bruno Beghelli

2019
- 5. miejsce w Giro d’Italia
- 1. miejsce w Mistrzostwach Europy (jazda na czas drużyn mieszanych)
- 1. miejsce w Mistrzostwach Świata (jazda na czas drużyn mieszanych)
- 10. miejsce w Grand Prix Cycliste de Montréal
- 1. miejsce w Giro di Lombardia
- 1. miejsce w Japan Cup

2021
- 3. miejsce w Tour des Alpes-Maritimes et du Var
  - 1. miejsce w klasyfikacji punktowej
  - 1. miejsce na 1. etapie
- 1. miejsce w Trofeo Laigueglia
- 2. miejsce w GP Industria & Artigianato di Larciano
- 1. miejsce na 14. etapie Tour de France
- 3. miejsce w mistrzostwach Europy (mieszana jazda drużynowa na czas)
- 2. miejsce w mistrzostwach świata (mieszana jazda drużynowa na czas)

2022
- 1. miejsce w mistrzostwach Holandii (jazda indywidualna na czas)

## Starty w Wielkich Tourach
| Grand Tour | 2010 | 2011 | 2012 | 2013 | 2014 | 2015 | 2016 | 2017 | 2018 | 2019 | 2020 | 2021 |
| ---------- | ---- | ---- | ---- | ---- | ---- | ---- | ---- | ---- | ---- | ---- | ---- | ---- |
| Giro       | 12.  | -    | -    | -    | -    | -    | -    | 7.   | -    | 5.   | -    | 28.  |
| Tour       | -    | 69.  | DNF  | 6.   | 10.  | 7.   | 11.  | 17.  | 26.  | 28.  | DNF  | 20.  |
| Vuelta     | -    | 4.   | 28.  | 52.  | -    | -    | -    | -    | 30.  | -    | -    | -    |

## Rankingi
| Rok                | 2007 | 2008 | 2009 | 2010 | 2011 | 2012 | 2013 | 2014 | 2015 | 2016 | 2017 | 2018 | 2019 | 2020 | 2021 | 2022 | 2023 | 2024 |
| ------------------ | ---- | ---- | ---- | ---- | ---- | ---- | ---- | ---- | ---- | ---- | ---- | ---- | ---- | ---- | ---- | ---- | ---- | ---- |
| UCI ProTour        | -    | 67.  |      |      |      |      |      |      |      |      |      |      |      |      |      |      |      |      |
| UCI World Calendar |      |      | -    | 52.  |      |      |      |      |      |      |      |      |      |      |      |      |      |      |
| UCI World Tour     |      |      |      |      | 22.  | 18.  | 17.  | 19.  | 22.  | 24.  | 17.  | 44.  |      |      |      |      |      |      |
| World Ranking      |      |      |      |      |      |      |      |      |      | 34.  | 25.  | 24.  | 11.  | 102. | 20.  | 72.  | 284. | 125. |
| UCI Europe Tour    | 33.  |      |      |      |      |      |      |      |      | 501. | -    | 46.  | 10.  | 85.  | 17.  | 60.  | -    | 99.  |
| UCI America Tour   | -    |      |      |      |      |      |      |      |      | 32.  | 20.  | -    |      |      |      |      |      |      |
|                    |      |      |      |      |      |      |      |      |      |      |      |      |      |      |      |      |      |      |
| Źródło: UCI        |      |      |      |      |      |      |      |      |      |      |      |      |      |      |      |      |      |      |